# Rhinolophus capensis
Rhinolophus capensis là một loài động vật có vú trong họ Dơi lá mũi, bộ Dơi. Loài này được Lichtenstein mô tả năm 1823.